# Fernando Tocornal
Fernando Tocornal Linares (Laredo, Cantabria, España, 26 de junio de 1961) es un exfutbolista español que jugaba como defensa y, en ocasiones, de centrocampista.

## Trayectoria
Debutó en Primera División con el Real Sporting de Gijón, tras haber sido canterano varios años, en la campaña 1981-82, en la que disputó nueve partidos. Tres años después, en la temporada 1984-85, volvió a jugar con los sportinguistas en la máxima categoría llegando a disputar hasta veintitrés encuentros.
En verano de 1985 abandonó el club gijonés para incorporarse al Real Murcia C. F. En la campaña 1988-89 jugó de nuevo en Primera, en las filas del Real Oviedo, donde apareció durante dos años y consiguió un ascenso a la máxima categoría. Comenzó la década de los 90 en el Real Burgos C. F., con el que disputó cincuenta partidos en Primera.
En la 1992-93 fichó por la S. D. Compostela, con quien ascendió a Primera División en 1994. Tocornal fue titular durante los cuatro años que permaneció en el cuadro gallego, que llegó a ser décimo en la tabla en la temporada 1995-96. En verano de 1996 se incorporó al C. D. Badajoz, de Segunda División, donde militó durante dos temporadas, una de ellas a las órdenes de Antonio Maceda.
Puso fin a su carrera deportiva al término de la campaña 1998-99, tras jugar en el C. D. Lealtad. En total, suma 146 partidos en la máxima categoría y 26 369 minutos.

## Clubes
| Club                   | País   | Año       |
| ---------------------- | ------ | --------- |
| Sporting Atlético      | España | 1979-1983 |
| Palencia C. F.         | España | 1983-1984 |
| Real Sporting de Gijón | España | 1984-1985 |
| Real Murcia C. F.      | España | 1985-1986 |
| Real Sporting de Gijón | España | 1986-1987 |
| Real Oviedo            | España | 1987-1989 |
| Real Burgos C. F.      | España | 1989-1992 |
| S. D. Compostela       | España | 1992-1996 |
| C. D. Badajoz          | España | 1996-1998 |
| C. D. Lealtad          | España | 1998-1999 |